# Cracul lui Iordan

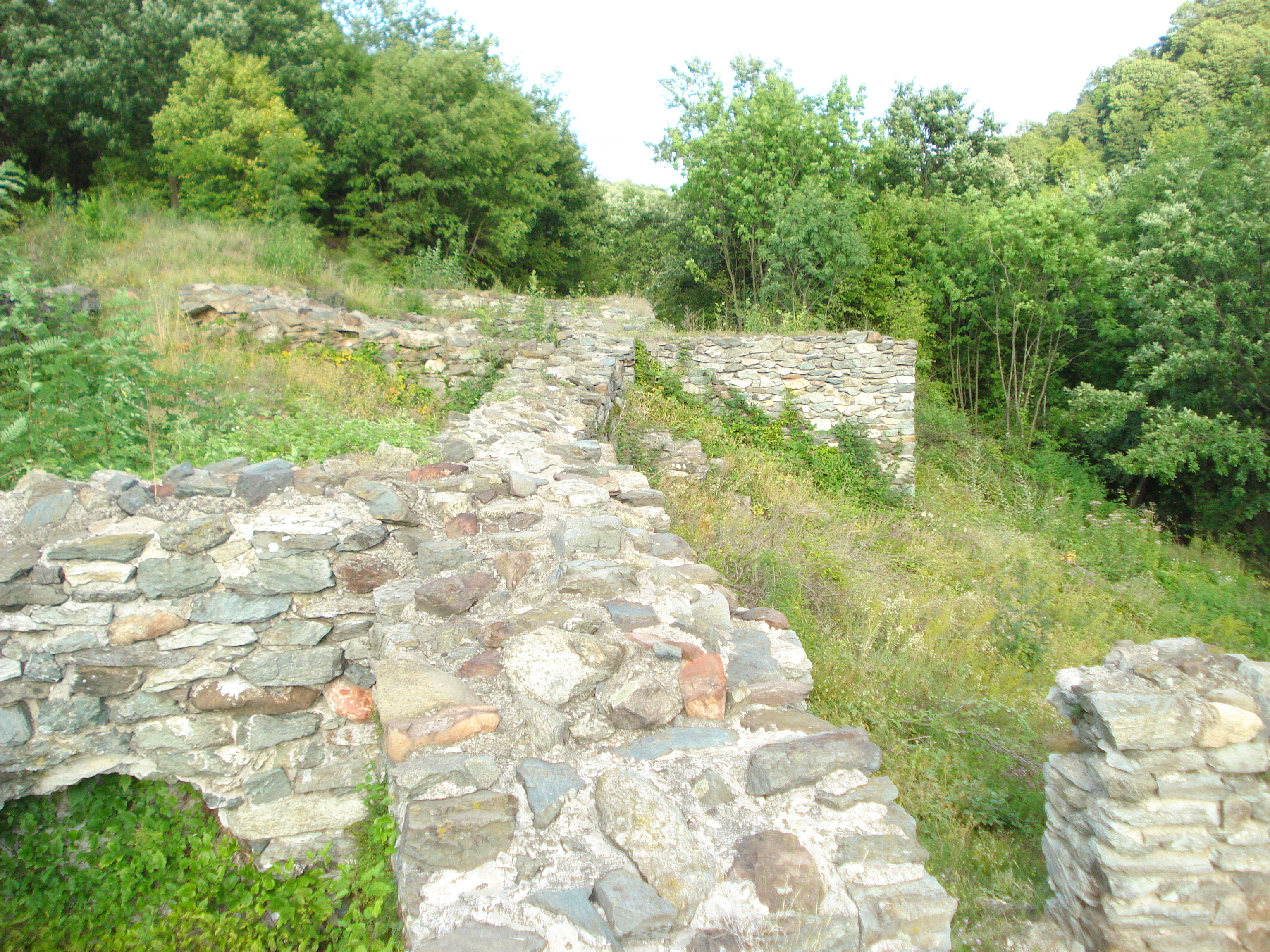
Cracul lui Iordan

Cracul lui Iordan (în sârbă Краку Лу Јордан, cu alfabetul latin: Kraku Lu Jordan) este un sit arheologic în Serbia. Este situat la confluența râului Brodica⁠(d) cu Pek, lângă Cuciovă. Reprezintă cel mai explorat centru metalurgic din estul Serbiei. Exploatarea metalurgică a sitului a durat aproximativ 100 de ani, începând în jurul anului 280 d.Hr. și terminându-se în anul 380 d.Hr. Cracul lui Iordan este datat cu precizie prin monedele descoperite din timpul lui Dioclețian. Acest complex metalurgic a fost distrus într-un incendiu la sfârșitul secolului al IV-lea. Săpăturile arheologice au început în 1971 și, cu puține întreruperi, au durat până în 1987.
În 1983 Cracul lui Iordan a fost adăugat în lista siturilor arheologice de importanță excepțională, protejate de Republica Serbia.

## Locație și aspect
Cracul lui Iordan este situat pe versantul sudic al unui deal, unde pe versant este amplasat un atelier metalurgic cu un aranjament intern în scopul procesării minereului, cuprului și fierului. Era o așezare fortificată care, în latura de est, avea un zid de 2 m lățime, spre deosebire de latura de nord, care este extrem de accidentată și inaccesibilă, unde zidul este ceva mai îngust. Poarta era situată în partea inferioară. 
Pe latura de nord-vest s-au descoperit resturi ale unui turn care făcea parte din dotările instalațiilor metalurgice. Panta pe care se află clădirea a fost împărțită în mai multe orizonturi de pereți longitudinali. Lucrările lui Bartel, Kondić și Werner au scos la iveală o serie de zone cu cuptoare metalurgice, facilități pentru prepararea jarului, precum și alte domenii ale nevoilor vieții personale ale metalurgiștilor și minerilor. Site-ul conține șase caracteristici principale: peretele de nord, camera de cuptoare de vest, camera de „utilități” de sud, camera de cuptor de sud, scara de sud și camera de „birouri” de sud.

## Rămășițe
Din punct de vedere material s-au găsit unelte, lămpi de minerit, vase mari pentru arderea minereului, roți de moara de apă și multe altele. În anii 1973-1976, ceramica găsită consta din 37 de cioburi din epoca timpurie a bronzului și 6.215 cioburi din epoca romană. Din ceramica din epoca romană, 95% era locală, o bucată era cu adevărat romană și 5% proveneau probabil din Pannonia vecină. Majoritatea obiectelor din ceramică sunt decorate simplu, iar unele au fost acoperite cu pulbere galben-albă, ceea ce indică faptul că au conținut chimicale pentru metalurgie. Au fost găsite 200 de artefacte metalice, cele mai multe din fier și de natură practică. Alte obiecte includ sticla, litice și oase de animale. Bartel, Kondić și Werner au concluzionat că acest complex era relativ independent de influența romană și mai mult legat de activitățile băștinașilor din zonă, din cauza stilului și volumului culturii materiale.